# Queen's Gallery
La Queen's Gallery (en français, Galerie de la Reine) est une galerie d'art publique au Palais de Buckingham, à Londres. Il expose des œuvres d'art de la Collection Royale (ces œuvres appartenant au Roi ou à la Reine « en fiducie pour la nation » plutôt qu'en privé) sur la base d'une rotation ; environ 450 œuvres sont exposées à la fois.  

## Description
La galerie est située devant la façade ouest du palais, sur le site d'une ancienne chapelle bombardée pendant la Seconde Guerre mondiale. La galerie a ouvert en 1962, puis a été fermée de 1999 à 2002 pour travaux. Elle a rouvert le 21 mai 2002, par la reine Élisabeth II à l'occasion de son jubilé d'or. L'extension a ajouté le portique d'entrée, de style dorique, et a plus que triplé la superficie du bâtiment. La galerie a accueilli plus de 5 millions de visiteurs depuis sa création. 

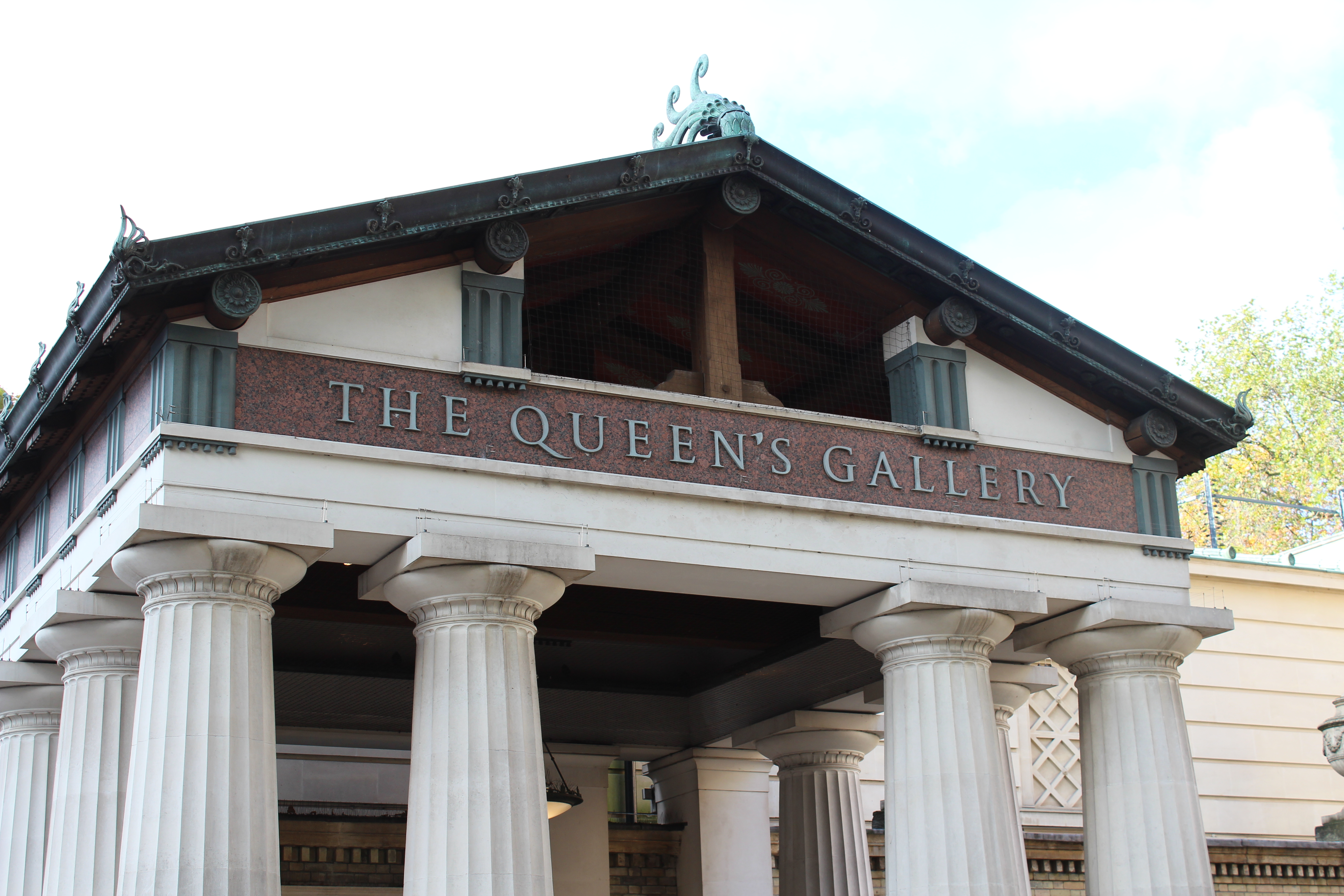
Entrée
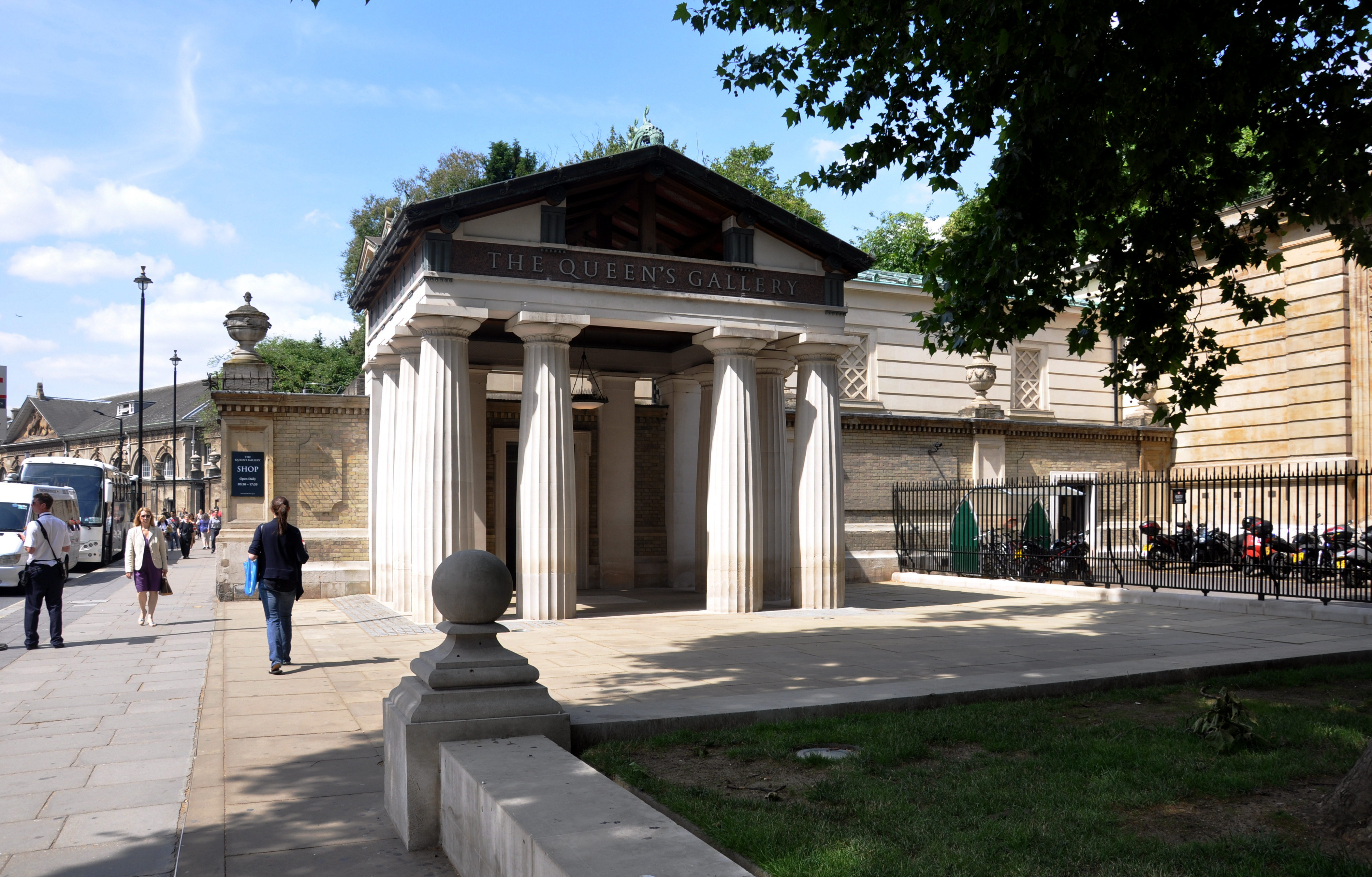
Le portique d'entrée
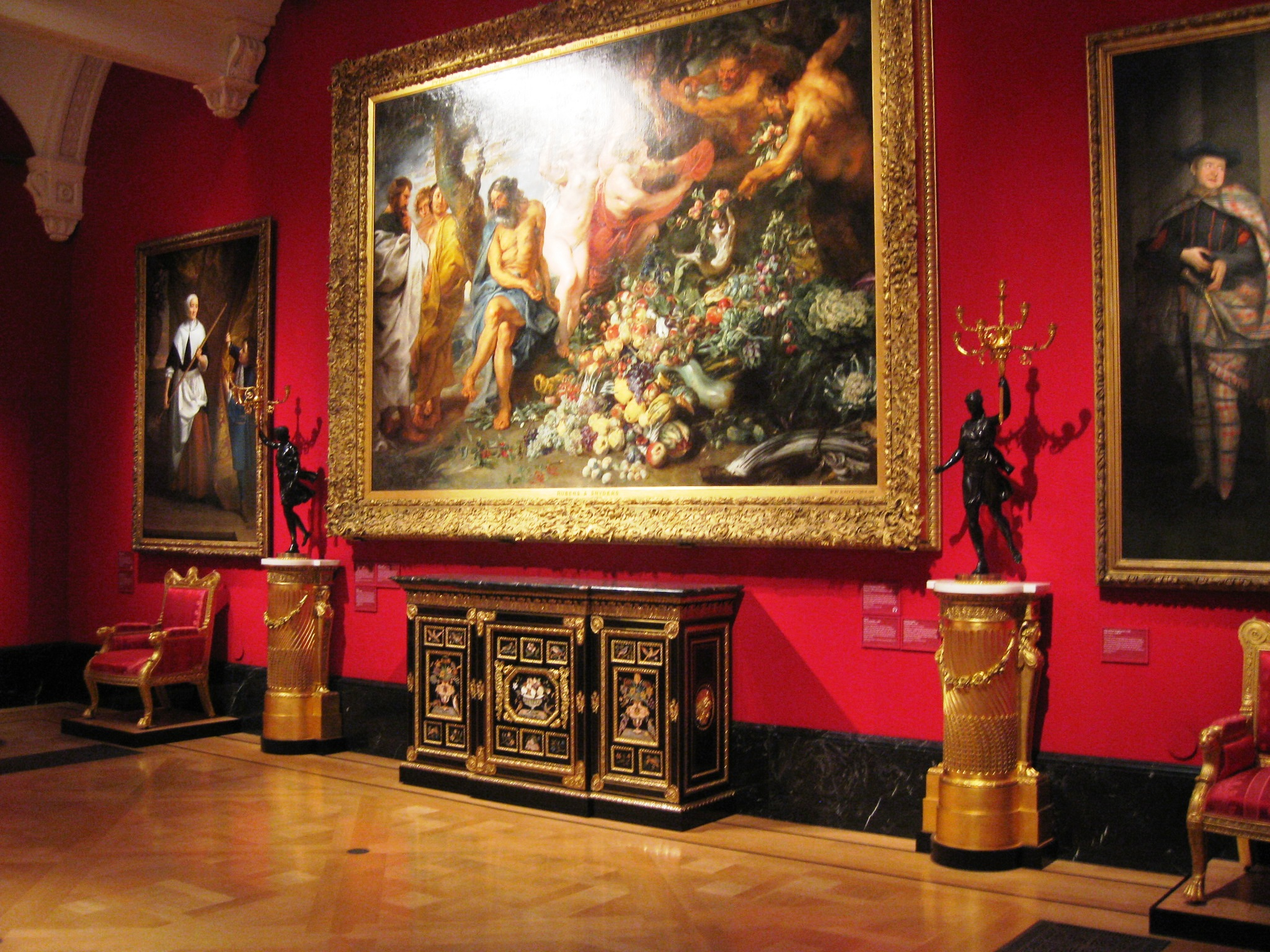
Une salle d'exposition